# Frontière entre l'Albanie et la Macédoine du Nord
La frontière entre l'Albanie et la Macédoine du Nord est la frontière séparant l'Albanie et la Macédoine du Nord.